# Собирзода, Парвиз Одинахон
Собирзода Парвиз Одинахон (род. 12 ноября 1980, Советский район) — таджикский дзюдоист, представитель средней весовой категории. Выступал за национальную сборную Таджикистана по дзюдо в период 2003—2013 годов, участник летних Олимпийских игр в Лондоне, серебряный и бронзовый призёр чемпионатов Азии, 13-кратный победитель первенств национального значения.
Заместитель Председателя Комитета по делам молодежи и спорта при правительстве РТ (2022—2024).

## Биография
Парвиз Собиров родился 12 ноября 1980 года в Советском районе Хатлонской области Таджикской ССР.
Первого серьёзного успеха на взрослом международном уровне добился в сезоне 2003 года, когда вошёл в основной состав таджикской национальной сборной и выступил на домашних Центральноазиатских играх в Душамбе, где одержал победу в зачёте средней весовой категории.
В 2004 году победил на чемпионате Таджикистана в Душамбе, занял седьмое место на чемпионате Азии в Алма-Ате.
В 2005 году побывал на азиатском первенстве в Ташкенте, откуда привёз награду бронзового достоинства, полученную в среднем весе.
В 2006 боролся на Азиатских играх в Дохе, где в борьбе за третье место уступил японцу Хироси Идзуми.
На чемпионате Таджикистана 2009 года в Душамбе вновь был лучшим в зачёте средней весовой категории. Принял участие в чемпионате мира в Роттердаме.
В 2011 году был пятым на этапах Кубка мира в Сан-Паулу и Апии, отметился выступлением на мировом первенстве в Париже.
На чемпионате Азии 2012 года в Ташкенте завоевал серебряную медаль, проиграв в решающем финальном поединке представителю Узбекистана Дильшоду Чориеву. Благодаря череде удачных выступлений удостоился права защищать честь страны на летних Олимпийских играх в Лондоне — выступал здесь в категории до 90 кг, однако уже на предварительном этапе потерпел поражение от итальянца Роберто Мелони и сразу же выбыл из борьбы за медали.
После лондонской Олимпиады Собиров ещё в течение некоторого времени оставался в составе таджикской национальной сборной и продолжал принимать участие в крупнейших международных турнирах. Так, в 2013 году он занял пятое место на Гран-при Алма-Аты, выступил на Гран-при Дюссельдорфа и на чемпионате мира в Рио-де-Жанейро, где уже в стартовом поединке был остановлен украинцем Валентином Грековым.
Завершив спортивную карьеру, затем занимался дзюдо на любительском уровне, в частности в 2016 году одержал победу на чемпионате мира среди ветеранов в США.
29 сентября 2020-года Президент Республики Таджикистан Эмомали Рахмон и Председатель города Душанбе Рустами Эмомали в районе Фирдавси столицы открыли Спортивный клуб Парвиза Собирова.
С 21 февраля 2022 года по 7 июня 2024 — заместитель председателя Комитета по делам молодежи и спорта при правительстве Республики Таджикистан.